# 840 Zenobia
840 Zenobia è un asteroide della fascia principale. Scoperto nel 1916, presenta un'orbita caratterizzata da un semiasse maggiore pari a 3,1369356 UA e da un'eccentricità di 0,0924138, inclinata di 9,95898° rispetto all'eclittica.
Il suo nome fa riferimento a Zenobia, la moglie del re di Palmira Settimio Odenato.